# Takashima (Nagasaki)
Pour les articles homonymes, voir Takashima (homonymie).
Takashima (高島町, Takashima-chō) est un ancien bourg, situé dans le district de Nishisonogi (préfecture de Nagasaki), au Japon.

## Géographie

### Démographie
En 2003, la population du bourg de Takashima était estimée à 791 habitants, répartis sur une superficie totale de 1,34 km2 (densité de population de 590 hab./km2).

## Histoire
Le 4 janvier 2005, Takashima, avec les bourgs d'Iōjima, Kōyagi, Nomozaki, Sanwa et Sotome, tous du district de Nishisonogi, fusionnent avec la ville élargie de Nagasaki et n'existent plus en tant que municipalités indépendantes.